# Polaroid (Film)
Polaroid ist ein US-amerikanisch-kanadisch-norwegischer Horrorfilm von Lars Klevberg aus dem Jahr 2019, der auf seinem 2015 erschienenen gleichnamigen Kurzfilm basiert.

## Handlung
Sarah entdeckt gemeinsam mit ihrer Freundin Linda beim Durchstöbern von Erinnerungsstücken ihrer verstorbenen Mutter eine alte Polaroid-Kamera. Spontan schießt Linda mit dem Apparat ein Bild von Sarah. Kurz nachdem Linda das Haus verlassen hat, passieren in Sarahs Haus eine Reihe von unheimlichen Dingen, was schlussendlich in der Ermordung Sarahs durch ein Monster auf dem Dachboden endet.
Die Highschool-Schülerin Bird Fitcher, eine leidenschaftliche Hobbyfotografin, gelangt aufgrund ihrer Teilzeitarbeit in einem Antiquitätenladen in den Besitz dieser Kamera. Das erste Foto damit erstellt sie von ihrem Arbeitskollegen Tyler. Wenige Stunden später wird er im Laden von einem Wesen überfallen und getötet. Währenddessen ist Bird mit Freunden auf einer Kostümparty, auf der sie ein Gruppenfoto von ihren vier Freunden Avery, Devin, Connor und Kasey mit der Polaroid-Kamera aufnimmt. Die Feier wird unterbrochen als Bird wegen Tylers Tod für eine Befragung durch die Polizei abgeholt wird. Nach Ende der Feier wird die Gastgeberin Avery, welche mit der Kamera ein Selfie geschossen hatte, von einem Monster umgebracht – ihr Tod wird jedoch von der Polizei als Unfall eingestuft. Als Bird davon erfährt, fürchtet sie um das Leben ihrer anderen Freunde. Wutentbrannt schleudert sie die Kamera gegen die Wand, wird dabei aber durch eine von der Kamera erzeugte Stoßwelle zu Boden geschleudert, während der Apparat keinerlei Schaden davonträgt.
In der Schule konfrontiert Bird ihre Freunde mit ihrer Theorie, dass die beiden mysteriösen Todesfälle mit den Polaroid-Fotos in Zusammenhang stehen und erzählt ihnen von Schatten, welche sie auf den Fotografien gesehen hatte, ehe die Tode passierten. Als die Freunde versuchen das Polaroid-Gruppenfoto durch Anzünden zu verbrennen, beginnen die auf dem Foto abgebildeten Personen auch in Wirklichkeit zu brennen. Bird erkennt den Zusammenhang rasch und löscht das brennende Foto, sodass die Flammen auf der Kleidung der Freunde auch sofort ausgehen. Das Foto regeneriert sich selbst wieder komplett unversehrt. Bird erinnert sich, dass der Apparat ursprünglich zusammen mit einer Tasche geliefert wurde, und kehrt zusammen mit Connor, einem der Freunde vom Gruppenfoto, in den Antiquitätenladen zurück. Sie findet zwar die Tasche, wird aber von dem Monster überrascht und durch den Laden gejagt. Zurück in Sicherheit in Connors Auto weist dieser Bird darauf hin, dass Birds Spiegelung auf dem Foto sichtbar ist und sie selbst somit auch ein potentielles Opfer des Monsters ist.
Mina, eines der beiden Verbrennungsopfer, wird in ihrem Krankenhauszimmer vom Monster überwältigt und getötet. Bird und Connor versuchen nun mehr über die Geschichte der Kamera herauszufinden um einen Weg zu finden dem Fluch zu entkommen. Über einen Hinweis in der Kameratasche beginnen sie ihre Recherche in alten Zeitungen und stoßen auf eine Mordserie aus dem Jahre 1974, als der Highschool-Fotografie-Lehrer Roland drei Schüler ermordete. In die Kamera eingeritzte Buchstaben entsprechen den Initialen dieses Lehrers und scheinen auf ihn als ehemaligen Besitzer des Apparates hinzuweisen.
Bei einem Streit im Zuge einer Diskussion über die weitere Vorgehensweise schießt Connor versehentlich ein weiteres Polaroid von Devin. Der Schatten des Monsters wechselt vom Gruppenfoto auf Devins Einzelfoto. In Rage versetzt Devin einem zufällig anwesenden Polizisten einen Schlag ins Gesicht und wird daraufhin in Gewahrsam genommen. Während Devin die Nacht im Gefängnis verbringen muss, suchen Bird und Connor Rolands Witwe auf. Diese erzählt ihnen, dass ihre Tochter Rebecca Jane die eigentliche Besitzerin der Polaroidkamera gewesen ist. Sie wurde wegen ihrer Leidenschaft für die Fotografie und ihren Apparat von Klassenkameraden gehänselt. Das Mobbing intensivierte sich als einige Mitschüler kompromittierende Fotografien von ihr erstellten. Erfüllt von Scham erhängte sich das junge Mädchen. Ihr Vater Roland übte daraufhin Rache und entführte vier Schüler, welche seine Tochter gemobbt hatten. Drei von ihnen tötete er, als er schließlich durch die Polizei vor dem vierten Mord gestoppt und erschossen wurde. Er starb in der Dunkelkammer der Schule, in seiner Hand hielt er die Polaroidkamera. Die Witwe übergibt Bird ein Foto des vierten, nicht getöteten Schülers.
Nachdem auch Devin vom Monster in seiner Gefängniszelle getötet wird, läuft den verbliebenen drei die Zeit davon. Mithilfe der Highschool-Unterlagen der 1970er Jahre finden Bird und Connor heraus, dass es sich beim vierten Schüler um Sheriff Pembroke handelt. Sheriff Pembroke erwischt Bird, Connor und Kasey in den Räumlichkeiten der Highschool und stellt sie zur Rede. Um den Fluch zu beenden, machen sie einen Schnappschuss des Sheriffs. Er erzählt ihnen die wahre Geschichte der Polaroidkamera: Eigentlich hatte Rebecca Janes Vater Roland die pornografischen Bilder seiner Tochter erstellt, die vier Mitschüler wollten Rebecca Jane beschützen und mit ihr zur Polizei gehen. Um das Geheimnis zu schützen, entführte Roland die Schüler und brachte drei um, ehe er von der Polizei gestoppt werden konnte. Erst danach beging Rebecca Jane wegen Selbstvorwürfen wegen der Mitschuld am Tod ihrer Mitschüler Selbstmord.
Das Monster erscheint und zerreißt das Polaroidfoto des Sheriffs in der Hälfte, wodurch der Sheriff auch in Wirklichkeit in zwei Hälften gerissen wird. Kasey wird bei einem Angriff des Monsters verletzt, Connor schießt auf das Wesen, was ihnen einen kleinen zeitlichen Vorsprung verschafft. Bird und Kasey flüchten sich in Duschräumlichkeiten der Highschool, wo sie alle Duschen heiß aufdrehen um so das hitzeempfindliche Monster abzuwehren.
Als das Monster wieder verschwunden ist begibt sich Bird auf die Suche nach Connor. Das Monster fällt über Connor her, aber bevor es ihn töten kann, erstellt Bird einen Schnappschuss von sich selbst und flüchtet in den Keller der Highschool. Dort wird sie vom Monster gefasst, sie schafft es jedoch das Monster selbst zu fotografieren. Das soeben erstellte Polaroidfoto zerknüllt Bird in ihrer Hand, was direkte Auswirkungen auf das Wesen hat. Zuletzt lässt Bird das Foto in Flammen aufgehen und zerstört so das Monster.
Später wirft Bird die Polaroid-Kamera in eine nahegelegene Bucht.

## Produktion
Der Film basiert auf dem Kurzfilm Polaroid aus dem Jahr 2015 des norwegischen Regisseurs Lars Klevberg, der auch diesen Film drehte.
Die ursprünglich schon für Ende 2017 geplante Veröffentlichung wurde aufgrund des Skandals rund um Produzent Harvey Weinstein verschoben – Dimension Films gehört zur Produktionsfirma The Weinstein Company –, sodass der Film erst ab 10. Januar 2019 in den deutschen Kinos anlief, dafür aber als Weltpremiere. In den US-amerikanischen Kinos war der Film erst ab 17. September 2019 zu sehen.

## Rezeption
Polaroid wurde überwiegend negativ aufgenommen. Alexandra Seitz von epd-film.de kritisiert den Film stark, wobei sie die Darsteller des Films als „0815-Personal“ und die Handlung als „nach Schema-F ablaufend[en]“ beurteilt. Auch Christopher Diekhaus von kino-zeit.de vergibt Polaroid keine gute Note. Der Film wirke „wie ein plumper Abklatsch der Prämisse aus dem modernen Schauerklassiker Ring – Das Original“. Anja Wessels von filmstarts.de bemängelt den Film ebenfalls wegen „fast ausschließlich abgegriffene[r] Klischees“ und fehlender „inszenatorische[r] Finesse“.

## Synchronisation
Die deutschsprachige Synchronisation entstand durch die RRP Media nach dem Dialogbuch von Ralf Pel unter der Dialogregie von Torsten Sense.
| Darsteller         | Synchronsprecher     | Rolle            |
| ------------------ | -------------------- | ---------------- |
| Katie Steven       | Nell Pietrzyk        | Avery            |
| Kathryn Prescott   | Pegah Ferydoni       | Bird Fitcher     |
| Shauna MacDonald   | Daniela Thuar        | Kim Fitcher      |
| Tyler Young        | Jannik Endemann      | Connor Bell      |
| Keenan Tracey      | Sebastian Fitzner    | Devin            |
| Samantha Logan     | Maximiliane Häcke    | Kasey            |
| Grace Zabriskie    | Sabine Walkenbach    | Lena Sable       |
| Erika Prevost      | Aliana Schmitz       | Linda            |
| Priscilla Quintana | Magdalena Höfner     | Mina             |
| Madelaine Petsch   | Victoria Frenz       | Sarah            |
| Mitch Pileggi      | Klaus-Dieter Klebsch | Sheriff Pembroke |
| Javier Botet       | Jan Kurbjuweit       | The Entity       |
| Davi Santos        | Philip Süß           | Tyler            |